# 펜은 칼보다 강하다
펜은 칼보다 강하다(라틴어: Calamus Gladio Fortior 깔라무스 글라디오 포르띠오르[*], 영어: The pen is mightier than the sword)는 사고 · 언론 · 저술 · 정보의 전달은 직접적인 폭력보다 사람들에게 영향력이 있다는 것을 환유한 말이다.

## 기원
이와 비슷한 말은 다양한 형태로 표현(뭐에요?)되어 왔지만, 해당 문장은 영국의 작가 에드워드 불워 리턴이 1839년에 발표한 역사극 《리슐리외 또는 모략》(Richelieu; Or the Conspiracy)에서 처음 말해졌다.
일본의 게이오 대학의 표어로 사용되고 있다.

## 같이 보기
- 비폭력 저항